# Geluksmoment
Geluksmoment is een lied van het Nederlandse zangduo Nick & Simon. Het werd in 2013 als single uitgebracht en stond in 2012 als derde track op het album Sterker.

## Achtergrond
Geluksmoment is geschreven door Gordon Groothedde en Nick Schilder en geproduceerd door Groothedde. Het is een nummer uit het genre palingpop. In het lied zingen Nick & Simon over de kleine dingen in het leven die voor heel veel geluk en blijdschap kunnen zorgen. Het lied werd op single uitgebracht met twee nummers op de B-kant; Wat een nag en Bridge over Troubled Water. Wat een nag was een bewerking van Wat een nacht van het album Fier. Deze in het Afrikaans geschreven versie werd gemaakt voor televisieprogramma Die Suid-Afrikaanse Droom. De cover van Bridge over Troubled Water was een voorbode voor wat later in 2020 zou komen; toen bracht het duo met NSG een album uit volledig geïnspireerd door Simon & Garfunkel. Bij dit album stonden op cd 2 een aantal bonustracks. Dezen waren allemaal covers van Simon & Garfunkel-nummers, waaronder Bridge over Troubled Water.
De videoclip van Geluksmoment werd op een opvallende manier uitgebracht. Nick & Simon kwamen op vrijdag 28 juni 2013 met hun eigen app, waar van alles op zou worden gedeeld wat met het duo te maken zou hebben. Een van die dingen was de muziekvideo van Geluksmoment, die de eerste week van uitbrengen exclusief in de app te zien was. 

## Hitnoteringen
De zangers hadden succes met het lied in de hitlijsten van het Nederlands taalgebied. Het stond op de 59e plaats van de Nederlandse Single Top 100 in de enige week dat het in deze hitlijst te vinden was. De Nederlandse Top 40 werd niet bereikt; het kwam hier tot de negende plek van de Tipparade. Ook in de Vlaamse Ultratop 50 was er geen notering. Wel bereikte het de 84e positie van de Ultratip 100.